# Lagercontainer
Lagercontainer sind Raumcontainer, die es in verschiedenen Ausführungen gibt. Ihr Zweck ist die Aufbewahrung von Gütern im Fall der Überbrückung einer zeitlichen Disparität. Sie können als Materiallager fungieren und unterliegen nicht der Musterbauordnung. Leichtere begehbare Varianten sind die Schnellbaucontainer. Solche Lagercontainer zeichnen sich dadurch aus, dass sie ohne Werkzeug aufgebaut werden können. Sie stehen im Gegensatz zu den Spezialcontainern, die es als ISO-Container für die Logistik gibt. 

## Beschreibung
Lagercontainer gibt es in den Längen 6″, 8″, 9″, 10″, 15″ und 20″. Eine besondere Variante des Lagercontainer ist der "One-Way" Container. Er wird in China gefertigt und nur einmal für den Transport zum Bestimmungsort verwendet. Ein anderes Beispiel ist der Lagercontainer Typ LC. Lagercontainer werden mit Holzboden oder Stahlboden hergestellt. Sie sind wie Standardcontainer standardisierte Container. Sie können mit Staplertaschen ausgestattet sein. Diese haben einen Abstand von 950 mm bei kleineren Lagercontainern. Die Taschen des 20″-Containers liegen mit 2050 mm weiter auseinander. Die Containerecken haben wie beim ISO-Container 6 mm Stärke. Der Lagercontainer der Dimension 6 feet ist an den Ecken mit 10 mm starken Kranösen ausgestattet. Ecksäulen aus Stahl sind mit den Containerecken verschweißt, ebenso wie Wände, Dach und Rahmen. Doppeltüren sind mit Scharnieren am Türblatt angeschweißt.
Lagercontainer verfügen lediglich über das CE-Zeichen und werden in Deutschland nach DIN Norm gefertigt. Sie dienen in verschiedenen Ausführungen verschiedenen Zwecken. Dazu gehören Farbe, Einbruchsicherung, Türen und Fenster, Regale und Lüftungsgitter. Auch können Elektroinstallationen installiert sein. Sie verfügen außerdem über verschiedene Zertifizierungen. Sie unterliegen weniger Bautechnischen Sicherheitsvorschriften und Prüfungen als „Container aller Art“ und sind damit von diesen abzugrenzen. Besonders zeichnen sie sich durch Wetterfestigkeit, Robustheit und schnelle Aufstellung aus. 

### Leichte Lagercontainer
Leichte Lagercontainer sind Lagercontainer von anderen Typen, zum Beispiel Typ LLC. Sie können vollständig demontiert und transportiert werden. Sie sind aus gekanteten, verzinkten Stahlprofilen und haben an den Ecken des Daches 10 mm Kranösen. Leichte Lagercontainer sind mit Holzböden ausgestattet. Ein Flügeltor mit Drücker und Zylinderschloss ist der Standard bei allen Längen. Leichte Lagercontainer gibt es in den Längen: 2″, 3″, 4″, 5″ und 6″. Sie wiegen zwischen circa 400 kg und 800 kg. 
Stirnseitig können leichte Lagercontainer durch ihre Bauweise mittels Kopplungssets miteinander verbunden werden. Sie können mit Regalen ausgestattet sein. Sie verfügen über einen Diebstahlschutz und können über weitere Ausstattungsmerkmale verfügen.

### Andere Lagercontainer
Schnellbaucontainer gibt es in nahezu allen Varianten. Des Weiteren gibt es kleinere Rollcontainer. Andere Lagercontainer sind unter verschiedenen Bezeichnungen und Abkürzungen wie Leichtbaucontainer, Schnellbaucontainer, Leichter Lagercontainer Schnellbau (LLC-S und so weiter zu finden.). Sie werden nach dem Ort ihrer Verwendung als Baucontainer, Werkzeugcontainer, Blechcontainer und/oder als mobile Raumsysteme und Lagerbox und auch als Gartencontainer bezeichnet. Diese Lagercontainer verfügen in der Regel über Transportösen und es gibt sie auch ohne Boden. Diese Art Container wiegen circa 200 kg bis 700 kg. Sie gibt es mit Zubehör wie Auffahrrampe, Regalsystemen und Sicherheitssystemen. Sie gelten als Lösung für temporäre oder dauerhafte Raumanforderungen.